# 590 TCN
590 TCN là một năm trong lịch La Mã.